# Paula Kahumbu
Paula Kahumbu, née le 25 juin 1966, est une conservationniste kényane et la directrice de WildlifeDirect. Elle est surtout connue pour sa campagne de préservation des éléphants et de la faune sauvage, étant porte-parole de la campagne Hands Off Our Elephants lancée en 2014 avec la première dame kenyane Margaret Kenyatta. 

## Enfance et éducation
Paula Kahumbu grandit à Nairobi et va à l'école primaire et secondaire Loreto Convent Msongari. Après ses études secondaires, le paléoanthropologue Richard Leakey la prend sous son aile,. Elle reçoit une bourse du gouvernement kenyan pour étudier l'écologie et la biologie à l'université de Bristol. En 1992, elle reçoit un Master en faune sauvage et sciences de la vie de l'université de Floride : ses premiers travaux se concentrent sur les primates et elle rédige sa thèse de master sur la réserve des primates de Tana River.
Entre son master et son doctorat, Kahumbu retourne au Kenya et travaille pour le Kenya Wildlife Service. Elle y est chargée de compter et de mesurer les stocks d'ivoire dans les coffres du pays pour préparer une intervention de Richard Leakey. Au cours de l'événement, elle se penche sur le sujet des éléphants au lieu de celui des primates, et choisit d'en faire le thème de son doctorat. Paula Kahumbu reçoit ensuite une bourse Petri pour faire son doctorat en écologie et biologie de l'évolution à l'université de Princeton : elle travaille sur ce doctorat de 1994 à 2002 et étudie les éléphants de la réserve nationale de Shimba Hills sur la côte kényane. En 2005, elle reçoit un certificat du programme de gestion du développement de l'université de Pretoria.

## Carrière
Après avoir obtenu son doctorat, Paula Kahumbu retourne travailler pour le Kenya Wildlife Service et dirige la délégation kényane à la Convention sur le commerce international des espèces de faune et de flore sauvages menacées d'extinction. En 2007, elle devient directrice exécutive de WildlifeDirect, une organisation à but non lucratif cofondée en 2004 par Richard Leakey sous la forme d'un blog tenu par des conservationnistes africains. Dans le cadre de son enseignement à l'université de Princeton, Paula Kahumbu organise un cours annuel sur le terrain, au Kenya.
La campagne « Hands Off Our Elephants » est lancée par Kahumbu à WildlifeDirect pour arrêter le trafic d'ivoire et le braconnage d'éléphants. Elle gagne le soutien de la première dame  kenyane Margaret Kenyatta. L'objectif de la campagne est d'attirer l'attention médiatique pour changer les comportements et pousser la communauté locale à agir pour la protection des éléphants. Elle propose des lois concrètes pour arrêter le trafic d'ivoire.
Kahumbu est la productrice de la série documentaire NTV Wild et du talk-show sur le conservationnisme NTV Wild Talk, animé par Smriti Vidyarthi,. Elle contribue régulièrement en tant que chroniqueuse dans The Guardian, parlant de la protection des éléphants et des solutions concrètes qui pourraient être mises en place à ce but, allant de la lutte contre la corruption à la formation d'une jeune génération de conservationnistes.
Kahumbu est, enfin, à la tête de l'association des musées nationaux du Kenya.

## Autres projets
En 2006, Kahumbu participe à la rédaction du livre pour enfants Owen and Mzee: The True Story of a Remarkable Friendship qui se base sur l'histoire vraie de l'amitié de l'hippopotame et de la tortue Owen et Mzee.

## Prix et distinctions
- National Geographic : prix Buffet Award pour le conservationnisme en Afrique, 2011[15]
- National Geographic prix Emerging Explorer, 2011[16]
- Mention honorable, Personne de l'année de l'Organisation des Nations unies, 2013[17]
- Order of the Grand Warrior, ministère kenyan de l'Environnement, de l'Eau et des Ressources naturelles, 2014[18]
- Prix Whitley 2014[19]
- Round Square Idealist[20]